# Thy Majestie
Thy Majestie é uma banda de symphonic power metal oriunda de Itália e formada em 1998.

## História
A banda foi fundada em 1998 pelo tecladista Giuseppe Bondi e pelo baterista Claudio Diprima, depois de terem abandonado uma banda de covers de power metal. 
Claudio e Giuseppe convidaram Maurizio Malta, Giovanni Santini, Michele Cristofalo e Dario Grillo para se juntarem a este projecto. Estava assim concluída a formação da banda.
Depois do lançamento da demo Sword, Crown and Shields, eles começaram a compor material, que foi gravado em Março de 1999 (Perpetual Glory). Esta demo chamou a atenção das revistas de metal italianas e pouco depois a banda assina contrato com a Scarlet Records. 
Michele Cristofalo deixa a banda.
Em Março de 2000 a banda começa a gravar o primeiro álbum, intitulado The Lasting Power.
Em Setembro de 2001 a LIMB Music ofereceu-lhes um contrato, mas como a banda tinha assinado com a Scarlet Records por dois álbuns, tal não foi possível.
No início do ano seguinte a banda Kamelot convidou-os para uma tour europeia. Como a banda não podia suportar as despesas da tour, gravou o novo álbum em dois meses.
Dario Grillo deixa a banda em Novembro de 2003, para iniciar uma carreira a solo. Um mês depois, Gabriele Grilli substituiu-o, mas por razões pessoais (por viver bastante longe dos restantes membros) abandonou a banda em Outubro de 2004. Foi gravada uma música com Gabriele nos vocais. 
Giulio Di Gregorio junta-se á banda como vocalista.
No ano de 2005 a banda lança o álbum Jeanne d'Arc, sobre a heroína francesa, Joana d'Arc.
Depois de muitos problemas com os vocalistas, Dario Grillo voltou á banda, para a abandonar de novo. Dario Cascio foi escolhido para o seu lugar. Na mesma altura, Giovanni Santini deixa a banda e Simone Campione torna-se no novo guitarrista.
Em 2010, Dario Cascio deixa a banda e Alessio Taormina ocupa o lugar de vocal.
Em 2012 é lançado o quinto álbum de estúdio, intitulado ShiHuangDi.

## Membros
- Claudio Diprima - bateria
- Giuseppe Carrubba - teclado
- Dario D'Alessandro - baixo
- Alessio Taormina - vocal
- Simone Campione - guitarra

## Discografia
- Perpetual Glory (demo) (1999)
- The Lasting Power (2000)
- Hastings 1066 (2002)
- Echoes Of War (EP) (2003)
- Jeanne D Arc (2005)
- Dawn (2009)
- ShiHuangDi (2012)